# Acaulospora dilatata
Acaulospora dilatata är en svampart som beskrevs av J.B. Morton 1986. Acaulospora dilatata ingår i släktet Acaulospora och familjen Acaulosporaceae.   Inga underarter finns listade i Catalogue of Life.